# Криштопайтис, Антанас
Антанас Криштопайтис (лит. Antanas Krištopaitis; 21 мая 1921 г. Валдомай, Грузджяйский уезд — 6 мая 2011 г. Шяуляй, похоронен в Грузджяй) — Литовский художник, этнограф, коллекционер, общественный деятель.
В 1940 году, когда Литва была присоединена к СССР, он, абсольвент Шяуляйской мужской гимназии, был арестован, приговорен к 10 годам заключения, в 1942 г. отправлен отбывать срок в ГУЛАГ в Россию. В лагерях и последующей ссылке на Урале и Сибири провел 17 лет. В заключении работал лагерным художником, на поселении — художником в театре оперы и балета г. Улан-Удэ. Там осуществил сценографии к 14 операм и балетам.
В 1958 году вернулся в Литву, в город Шяуляй. Там в 1958—1982 гг. работал главным художником-декоратором, руководителем цеха декораций в драматическом театре. Автор декораций к 120 спектаклям.
Всю свою жизнь много писал, рисовал, предпочитал акварели. Много сил отдавал сохранению культурного литовского наследия архитектуры и народного творчества. Он объездил всю Литву и зафиксировал в рисунках более 600 костелов, 200 мельниц, много монументальных памятников, также памятников истории и природы, многие из них не сохранились. Автор огромной галереи портретов и автопортретов. Его живописные работы есть во всех музеях Литвы, особенно большое количество в музее его родного города Шяуляй — около 650 работ. За плодотворную деятельность в 1996 году он был внесен в «Книгу рекордов Литвы».
Его заслуги отмечены:
- 1997 г. — приз Микеля;
- 2001 г. — премия Феликсаса Бугалишкиса;
- 2003 г. — звание Почетного гражданина г. Шяуляй;
- 2007 г. — награждён высокой государственной наградой — Рыцарским крестом «За заслуги перед Литвой»[1].